# Daniel Lincot
Daniel Lincot, né en 1954 aux Sables-d'Olonne, est un chimiste français, spécialiste de l'énergie solaire et renommé pour la conversion photovoltaïque de cette énergie. Il est directeur de recherche émérite au CNRS.

## Biographie
Daniel Lincot naît en 1954 aux Sables-d'Olonne.  À partir de 1974, il suit les cours de l'ESPCI ParisTech et en sort diplômé en 1978,(93e promotion). Daniel Lincot travaille sur la synthèse de cellules photovoltaïques à base de tellurure de cadmium (CdTe) durant sa thèse de 1978 à 1980 au Laboratoire de physique des solides du CNRS de Meudon-Bellevue. Il entre, en 1980, au Laboratoire d'électrochimie analytique et appliquée de l'École nationale supérieure de chimie de Paris et travaille sur la photoélectrochimie des semi-conducteurs. Il devient Directeur du Laboratoire entre 2001 et 2008.  
Il met au point en 1991, avec son équipe et des équipes européennes, une « précipitation en solution d'une couche mince d'interface à base de sulfure de cadmium (CdS) »,,. Puis, son laboratoire réussi à synthétiser des couches minces de sulfure de cadmium (CdS) et de diséléniure de cuivre, d'indium (CIS) et de gallium (CIGS) en milieu aqueux. Ces techniques sont utilisées dans des cellules solaires qui présentent des rendements records dans la première moitié des années 1990.  
EDF lui demande en 1998, avec le CNRS et Chimie Paristech (ex-ENSCP), de superviser la création d'une filière de production par électrolyse de cellules solaires en couches minces. 
En 2005, Daniel Lincot crée avec Olivier Kerrec d'EDF, l'Institut de recherche et développement sur l'énergie photovoltaïque (IRDEP), un laboratoire mixte entre EDF, le CNRS et Chimie ParisTech qui s'installe au centre de recherche EDF à Chatou. 
En juin 2008, avec soixante autres scientifiques, il appelle à ce que le G8 consacré à l'énergie, n'oublie pas l'énergie solaire. En septembre de la même année, il préside la Conférence européenne sur l'énergie solaire photovoltaïque (Valence, Espagne),,. Daniel Lincot milite  pour le développement et l'utilisation des technologies solaires,. 
Il dirige l'IRDEP de janvier 2009 jusqu'en décembre 2018, ainsi que la fédération de recherche photovoltaïque CNRS Île-de-France créée en juillet 2010, jusqu'en 2014.
Il participe à la fondation de l'Institut photovoltaïque d'Île-de-France (IPVF), dans le cadre du programme des investissements d'avenir visant à la création des instituts d'excellence en énergies décarbonnées (IEED) appelés ultérieurement Instituts de transition énergétique (ITE), avec pour partenaires le CNRS, l'École polytechnique, EDF, Total, Air liquide, Horiba. L'IPVF est lancé en octobre 2013. Daniel Lincot en est le directeur scientifique jusqu'en juillet 2019. Il prend sa retraite du CNRS en octobre 2021 avec le statut de directeur de recherche émérite. 
Il participe à l'organisation d'un symposium en l'honneur d'Edmond Becquerel, découvreur de l'effet photovoltaïque, à l'occasion du 200e anniversaire de sa naissance le 24 mars 1820. Le symposium a eu lieu le 7 décembre 2020.
Il est professeur invité au Collège de France comme titulaire de la chaire annuelle sur l'innovation technologique Liliane Bettencourt 2021-2022,. Le thème de son enseignement est Énergie solaire photovoltaïque et transition énergétique.
Il fonde en mai 2021 l'entreprise Soleil sur Yvette Photovoltaïque (SOY PV) sur le campus de l'Université Paris Saclay dont l'ambition est de fabriquer des cellules solaires en couches minces innovantes et de valoriser les recherches effectuées en amont dans les laboratoires.
Il milite au sein des associations citoyennes visant à développer l'énergie solaire pour la transition énergétique et écologique, en particulier Cachan Soleil, Sud Paris Soleil et plus récemment Antony Soleil.

### Distinctions
Daniel Lincot est lauréat de la médaille d'argent du CNRS en 2004. 
Il reçoit en 2011, la médaille Charles-Eichner de la Société française de métallurgie et de matériaux (SF2M) pour ses travaux dans le domaine des matériaux pour l'énergie, ainsi que le trophée scientifique du pôle de compétitivité DERBI spécialisé dans le domaine des énergies renouvelables.
En 2013, il reçoit le prix de l'Electrochemical Society pour ses travaux dans le domaine de la synthèse électrochimique de semi-conducteurs.
En juin 2015, la Société chimique de France (SCF) lui décerne le grand prix Pierre-Süe.
Il reçoit en novembre 2020 le prix Ivan Peychès de l'Académie des sciences pour les applications des sciences à l'industrie, en lien avec ses travaux dans le domaine de l'énergie solaire photovoltaïque.